# Ozero Zhamankol'
Ozero Zhamankol' är en saltsjö i Kazakstan. Den ligger i den norra delen av landet, 400 km nordväst om huvudstaden Astana. Arean är 3,4 kvadratkilometer.